# 장정핑
장정핑(중국어: 张正平, 장정평, 1981년 10월 5일 ~ )은 타이완의 바둑 기사이다. 한국기원 소속으로 활동했고 현재 대만기원 소속이다. 타이완 옥덕배 여자명인전에서 2회 우승을 했다. 바둑 기사 천스위안의 부인이다. 남동생 장위안룽과 외삼촌 왕리청, 외사촌 왕징이(王景怡)와 왕징훙(王景弘)도 바둑 기사이다.

## 약력
1998년 10월 한국기원 제14회 여류입단대회를 통해 입단했다. 1999년 제1회 흥창배 세계여자바둑선수권 대회에 타이완 대표로 출전하여 16강에 진출했다. 2000년 대만기원에서 초단이 되었다고, 동방항공배 세계여자프로바둑선수권대회에 출전했다.
2010년 1월 대만기원으로 이적하고, 광저우 아시안게임에 출전하여 여자단체전 동메달을 획득했다.